# Гульельмо Маркони (аэропорт)
Аэропорт «Болонья» имени Гульельмо Маркони (итал. Aeroporto Guglielmo Marconi di Bologna) — аэропорт в городе Болонья, в Италии. Расположен в 6 километрах от центра города и в 200 километрах от Милана.
В 2005 году было обслужено 3 698 720 пассажиров, прирост составил 3,6 % по сравнению с 2003 годом (можно не принимать во внимание данные 2004 года, когда аэропорт был закрыт в течение 2 месяцев в связи с работами по расширению взлетно-посадочной полосы). В 2006 году был превышен порог в 4 млн пассажиров (точная цифра — 4 001 436, увеличение на 8,2 % по сравнению с 2005 годом). Так аэропорту удалось стать десятым по общему числу пассажиров в Италии, причем значительная доля пассажиров пришлась на международные рейсы (по этому показателю аэропорт занимает шестое место в стране). В 2007 году количество пассажиров увеличилось на 9,01 % по сравнению с предыдущим годом, достигнув значения 4 361 951.
Полеты из Болоньи выполняются в итальянские города, города Европы и Средиземноморского бассейна. Межконтинентальные полеты — в Нью-Йорк, на Мальдивы. Некоторые туристические маршруты отправляются в Карибский бассейн и в Африку.

## Авиакомпании и маршруты
- Aegean Airlines (Ираклио)
- Aer Lingus (Дублин)
- Аэрофлот (Москва-Шереметьево-Е)
- Air France (Париж)
  - operated by HOP! (Лион)
- Air Malta (Мальта)
- Atlas Blue (Маракеш)
- Austrian Airlines (Флоренция, Вена)
- Blu-express (Бари)
- British Airways (Лондон-Гатвик)
- Brussels Airlines (Брюссель)
- Elbafly (Эльба)
- Hellas Jet (Athens)
- Iberia Airlines (Мадрид)
  - operated by Air Nostrum (Барселона, Ивиса, Валенсия)
- KLM Royal Dutch Airlines (Амстердам)
  - operated by KLM Cityhopper (Амстердам)
- Lufthansa (Франкфурт, Мюнхен)
  - operated by Air Dolomiti (Франкфурт, Мюнхен)
- MyAir (Bordeaux, Bucharest-Băneasa, Brindisi, Catania, Ивиса, Lametia Terme, Мадрид, Paris-Charles de Gaulle, София, Венеция)
- Neos (Sal Island, Sevilla, Skiathos, Tel Aviv)
- Royal Air Maroc (Касабланка)
- Scandinavian Airlines System (Копенгаген)
- TAP Portugal (Лиссабон)
- TAROM (Cluj-Napoca)
- Ukraine International Airlines (Львов)

## Как добраться
До аэропорта можно добраться следующими путями:
- На машине. Выезд из города № 4 и затем по объездной дороге к аэропорту.
- На монорельсе Маркони Экспресс от железнодорожного вокзала.
- Прямой маршрут Модена — Аэропорт — Модена. Автобусы курсируют каждые 2 часа примерно с 6 утра до 9 вечера. Время в пути 50 минут.
- Прямой маршрут Сиена — Аэропорт — Сиена. Время в пути 2 часа 30 минут.
- На поезде. В Болонье расположена самая большая в Италии железнодорожная станция. Так что сначала на поезде до Болоньи а потом до аэропорта на автобусе или такси.
- На такси.